# 红楼复梦
《红楼复梦》，清代白话章回小说，陈少海著，大约作于嘉庆初年。该书共100回，接红楼梦第120回。该书为清代《红楼梦》续书中篇幅最长的一部。

## 情节概述
贾宝玉出家后，贾府败落，仅余王夫人、薛宝钗、李纨等人。贾府房子被卖掉，并被祝府买走。祝梦玉为礼部尚书祝玉之子。祝府之人多为贾府之人转世，如松新芸为黛玉、珍珠为袭人、鞠秋瑞为香菱、郑汝湘为秦可卿、竺九如为史湘云、梅海珠为晴雯、梅掌珠为宝琴、芳芸为金钏、紫箫为柳五儿、韩友梅为贾府狐仙、芙蓉为麝月、桂蟾珠为紫鹃。十二金钗皆被祝梦玉所纳。贾府、祝府两家往来不断，亲如一家。两府之人为国家立下大功，之后同返大观园。